# Rasiguères
Rasiguères  est une commune française, située dans le nord du département des Pyrénées-Orientales en région Occitanie. Ses habitants sont appelés les Rasiguérois. Sur le plan historique et culturel, la commune est dans le Fenouillèdes, une dépression allongée entre les Corbières et les massifs pyrénéens recouvrant la presque totalité du bassin de l'Agly.
Exposée à un climat méditerranéen, elle est drainée par l'Agly, Rec Grand, le ruisseau de Trémoine et par deux autres cours d'eau. La commune possède un patrimoine naturel remarquable : un site Natura 2000 (les « Basses Corbières »), un espace protégé (le « Bac de l'Alvèze ») et deux zones naturelles d'intérêt écologique, faunistique et floristique.
Rasiguères est une commune rurale qui compte 166 habitants en 2022, après avoir connu un pic de population de 353 habitants en 1926. Elle fait partie de l'aire d'attraction de Perpignan. Ses habitants sont appelés les Rasiguérans ou  Rasiguéranes.

## Géographie

### Localisation
La commune de Rasiguères se trouve dans le département des Pyrénées-Orientales, en région Occitanie.
Elle se situe à 25 km à vol d'oiseau de Perpignan, préfecture du département, à 22 km de Prades, sous-préfecture, et à 22 km de Rivesaltes, bureau centralisateur du canton de la Vallée de l'Agly dont dépend la commune depuis 2015 pour les élections départementales.
La commune fait en outre partie du bassin de vie de Perpignan.
Les communes les plus proches sont : 
Planèzes (0,8 km), Cassagnes (2,9 km), Latour-de-France (3,6 km), Lansac (3,9 km), Caramany (4,6 km), Maury (5,2 km), Bélesta (5,4 km), Montner (5,9 km).
Sur le plan historique et culturel, Rasiguères fait partie du Fenouillèdes, une dépression allongée entre les Corbières et les massifs pyrénéens recouvrant la presque totalité du bassin de l'Agly. Ce territoire est culturellement une zone de langue occitane.

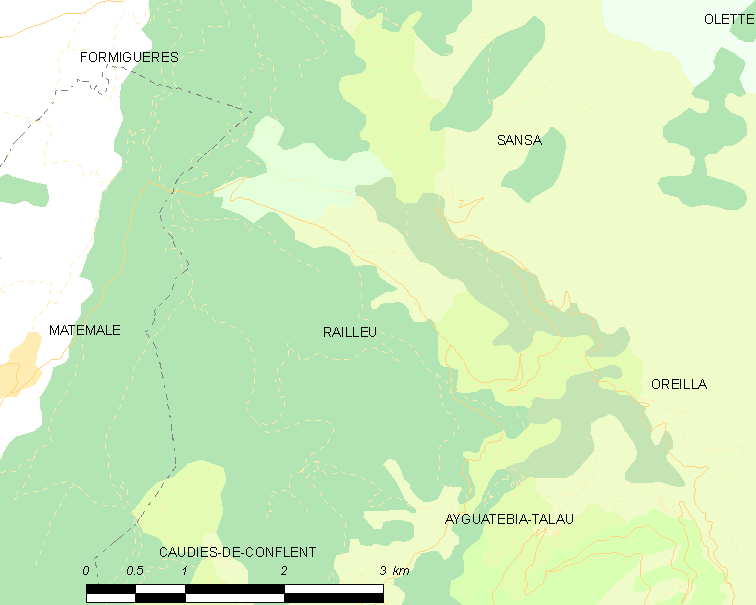
Situation de la commune.

| Lesquerde | Maury      | Latour-de-France (par un quadripoint) |
| Lansac    | Rasiguères | Planèzes                              |
| Caramany  | Cassagnes  |                                       |

### Géologie et relief
La commune est classée en zone de sismicité 3, correspondant à une sismicité modérée.

### Hydrographie
Le principal cours d'eau de la commune est l'Agly, qui traverse le sud de son territoire d'ouest en est.

### Climat
Pour des articles plus généraux, voir Climat de l'Occitanie et Climat des Pyrénées-Orientales.
En 2010, le climat de la commune est de type climat méditerranéen franc, selon une étude du CNRS s'appuyant sur une série de données couvrant la période 1971-2000. En 2020, Météo-France publie une typologie des climats de la France métropolitaine dans laquelle la commune est exposée à un climat méditerranéen et est dans la région climatique Pyrénées orientales, caractérisée par une faible pluviométrie, un très bon ensoleillement (2 600 h/an), un air sec, particulièrement en hiver et peu de brouillards.
Pour la période 1971-2000, la température annuelle moyenne est de 14,5 °C, avec une amplitude thermique annuelle de 15,6 °C. Le cumul annuel moyen de précipitations est de 721 mm, avec 7,6 jours de précipitations en janvier et 3 jours en juillet. Pour la période 1991-2020, la température moyenne annuelle observée sur la station météorologique la plus proche, située sur la commune de Saint-Paul-de-Fenouillet à 10 km à vol d'oiseau, est de 14,7 °C et le cumul annuel moyen de précipitations est de 765,9 mm,. Pour l'avenir, les paramètres climatiques de la commune estimés pour 2050 selon différents scénarios d’émission de gaz à effet de serre sont consultables sur un site dédié publié par Météo-France en novembre 2022.

### Milieux naturels et biodiversité

#### Espaces protégés
La protection réglementaire est le mode d’intervention le plus fort pour préserver des espaces naturels remarquables et leur biodiversité associée,.
Un  espace protégé est présent sur la commune : 
le Bac de l'Alvèze, objet d'un arrêté de protection de biotope, d'une superficie de 156,5 ha.

#### Réseau Natura 2000

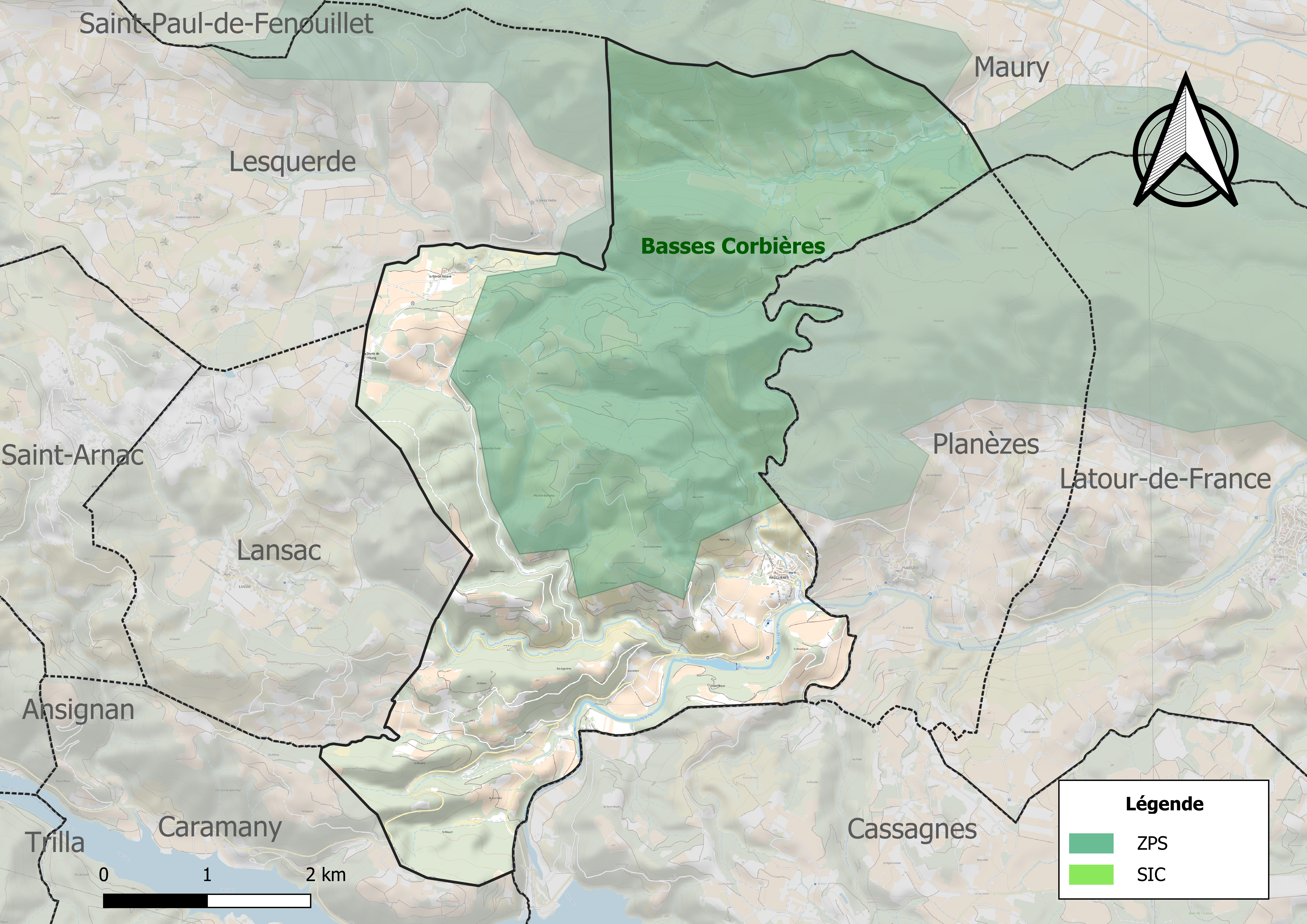
Sites Natura 2000 sur le territoire communal.

Le réseau Natura 2000 est un réseau écologique européen de sites naturels d'intérêt écologique élaboré à partir des directives habitats et oiseaux, constitué de zones spéciales de conservation (ZSC) et de zones de protection spéciale (ZPS).
Un site Natura 2000 a été défini sur la commune au titre  de la directive oiseaux : 0, d'une superficie de 29 495 ha, sont un site important pour la conservation des rapaces : l'Aigle de Bonelli, l'Aigle royal, le Grand-duc d’Europe, le Circaète Jean-le-Blanc, le Faucon pèlerin, le Busard cendré, l'Aigle botté.

#### Zones naturelles d'intérêt écologique, faunistique et floristique
L’inventaire des zones naturelles d'intérêt écologique, faunistique et floristique (ZNIEFF) a pour objectif de réaliser une couverture des zones les plus intéressantes sur le plan écologique, essentiellement dans la perspective d’améliorer la connaissance du patrimoine naturel national et de fournir aux différents décideurs un outil d’aide à la prise en compte de l’environnement dans l’aménagement du territoire.
Une ZNIEFF de type 1 est recensée sur la commune :
le « massif de la Tourèze » (1 718 ha), couvrant 6 communes du département et une ZNIEFF de type 2, : 
le « massif du Fenouillèdes » (34 157 ha), couvrant 40 communes dont une dans l'Aude et 39 dans les Pyrénées-Orientales.

Carte des ZNIEFF de type 1 et 2 à Rasiguères.
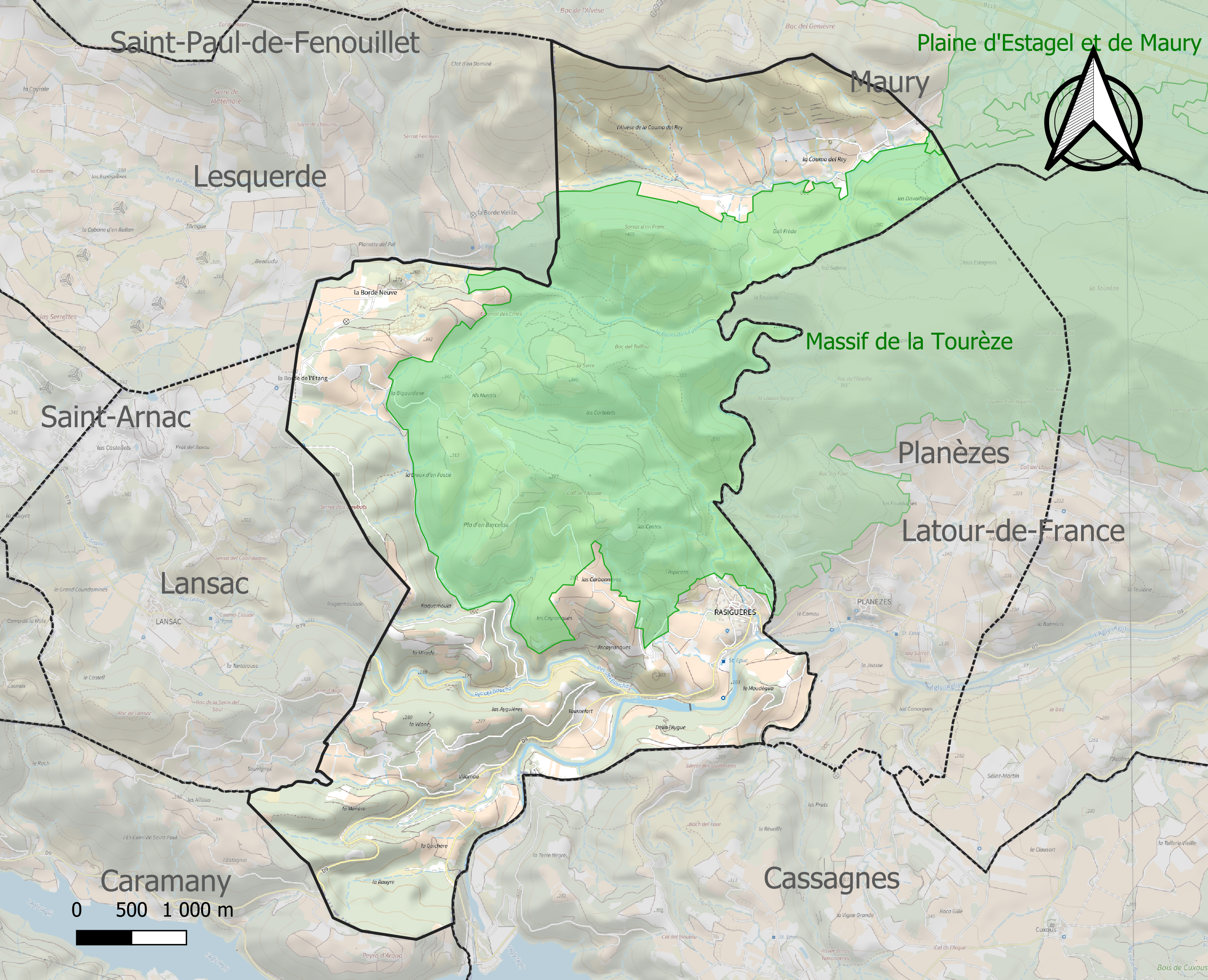
Carte de la ZNIEFF de type 1 sur la commune.
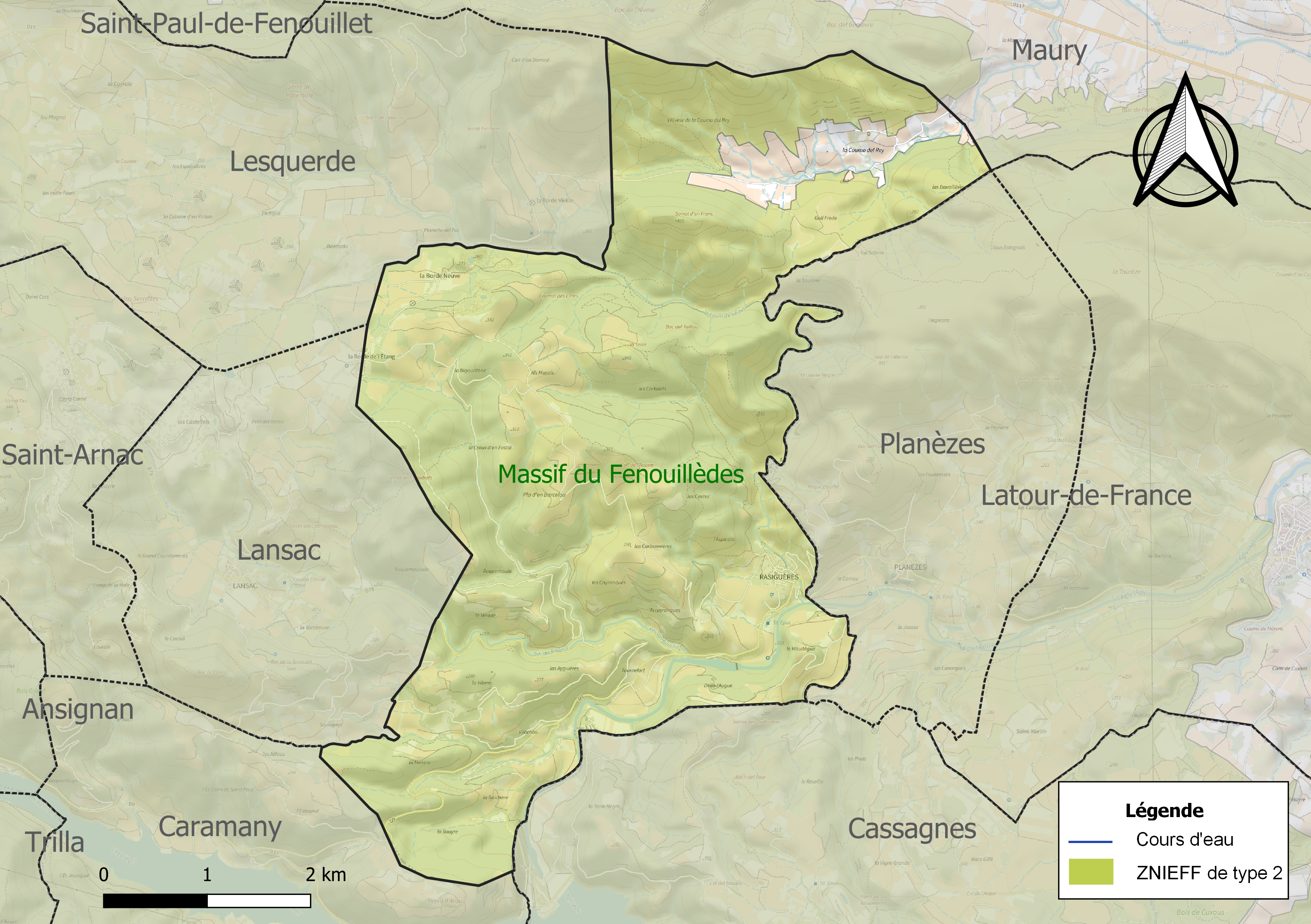
Carte de la ZNIEFF de type 2 sur la commune.

## Urbanisme

### Typologie
Au 1er janvier 2024, Rasiguères est catégorisée commune rurale à habitat dispersé, selon la nouvelle grille communale de densité à sept niveaux définie par l'Insee en 2022.
Elle est située hors unité urbaine. Par ailleurs la commune fait partie de l'aire d'attraction de Perpignan, dont elle est une commune de la couronne,. Cette aire, qui regroupe 118 communes, est catégorisée dans les aires de 200 000 à moins de 700 000 habitants,.

### Occupation des sols
L'occupation des sols de la commune, telle qu'elle ressort de la base de données européenne d’occupation biophysique des sols Corine Land Cover (CLC), est marquée par l'importance des forêts et milieux semi-naturels (61,3 % en 2018), une proportion sensiblement équivalente à celle de 1990 (61,7 %). La répartition détaillée en 2018 est la suivante : 
forêts (37,2 %), cultures permanentes (33,4 %), milieux à végétation arbustive et/ou herbacée (21,5 %), zones agricoles hétérogènes (5,3 %), espaces ouverts, sans ou avec peu de végétation (2,6 %). L'évolution de l’occupation des sols de la commune et de ses infrastructures peut être observée sur les différentes représentations cartographiques du territoire : la carte de Cassini (XVIIIe siècle), la carte d'état-major (1820-1866) et les cartes ou photos aériennes de l'IGN pour la période actuelle (1950 à aujourd'hui).

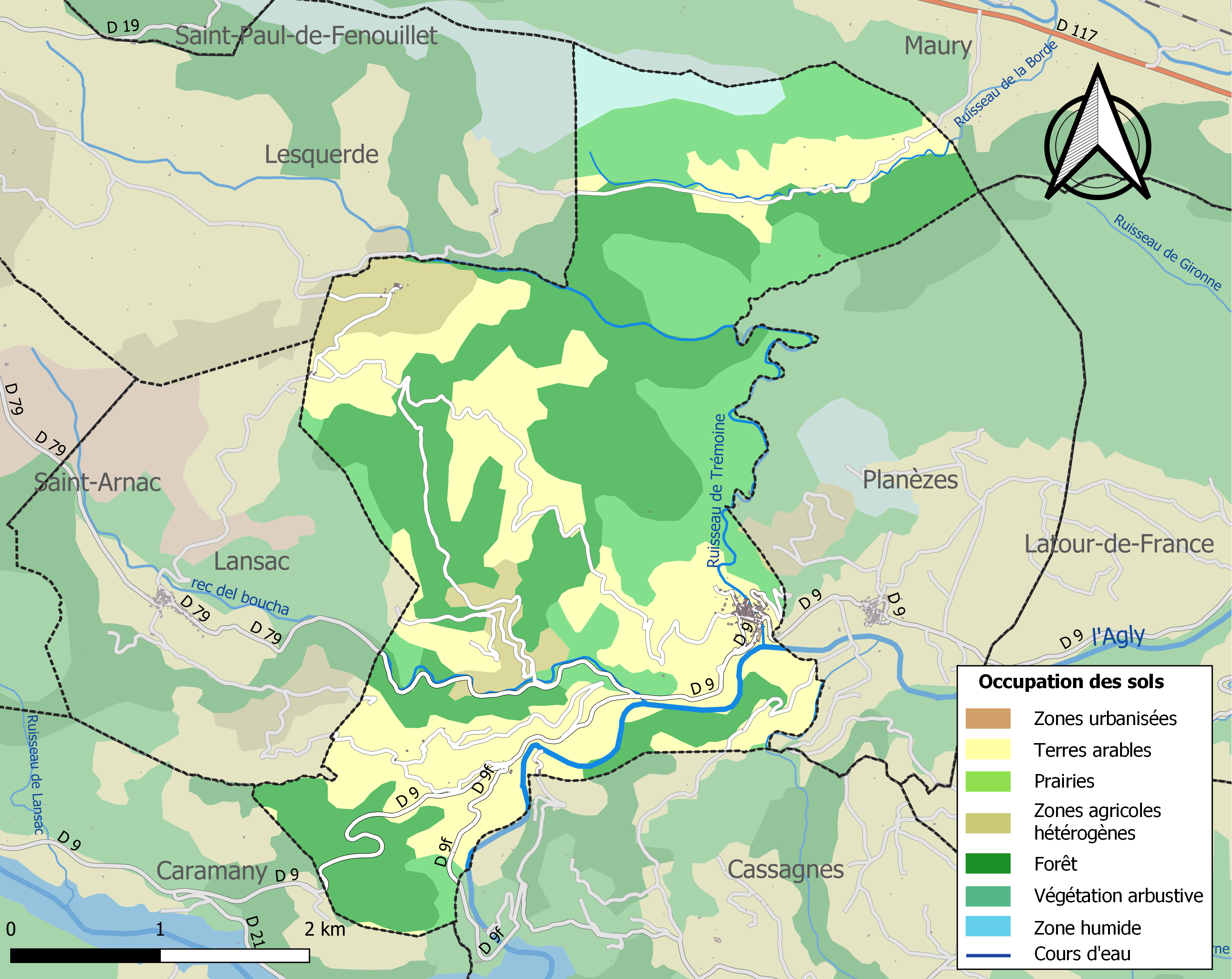
Carte des infrastructures et de l'occupation des sols de la commune en 2018 (CLC).

### Voies de communication et transports
La ligne 505 (Lansac - Gare de Perpignan) du réseau régional liO dessert la commune.

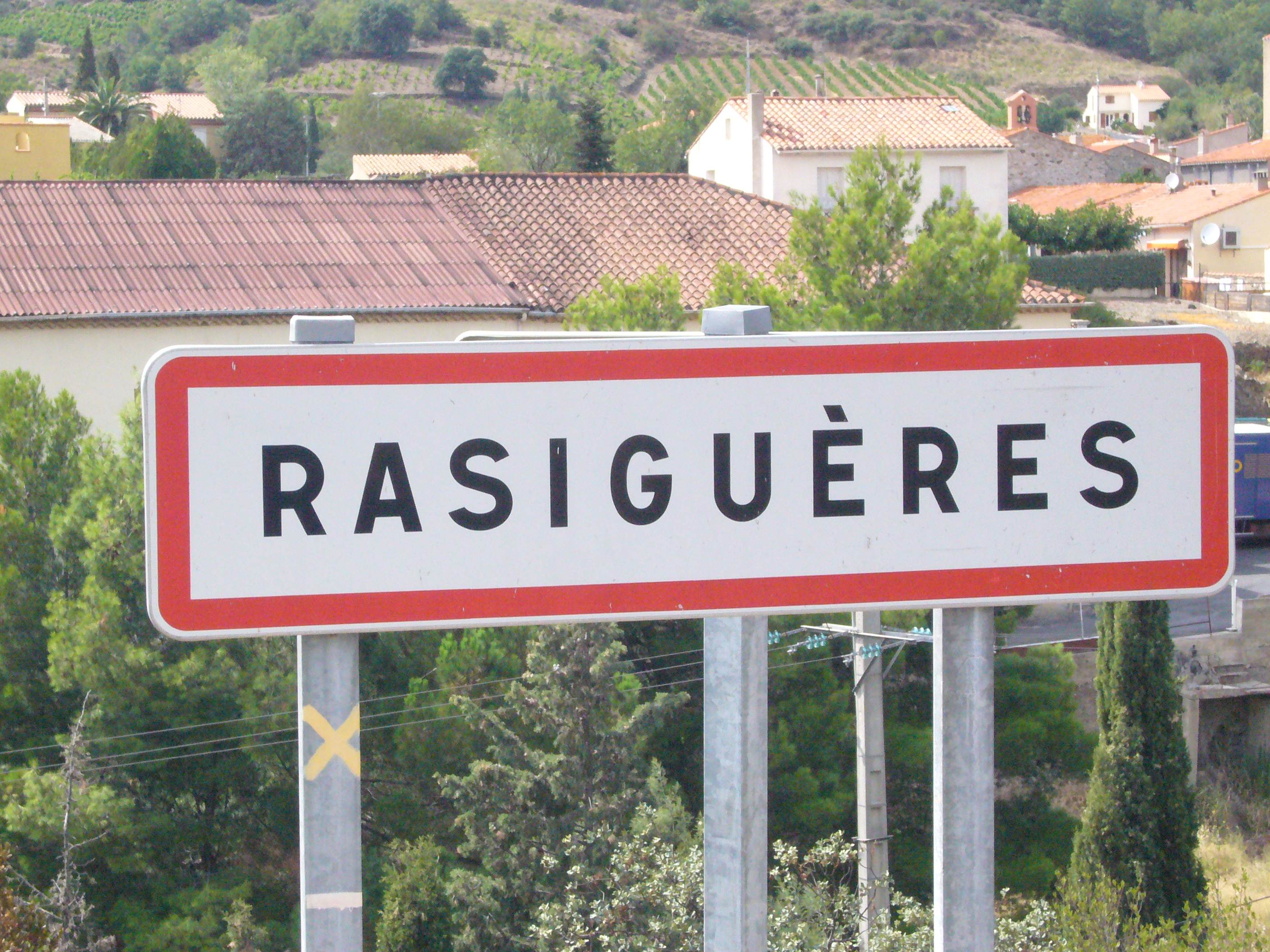
Panneau d'entrée du village

### Risques majeurs
Le territoire de la commune de Rasiguères est vulnérable à différents aléas naturels : inondations, climatiques (grand froid ou canicule), feux de forêts, mouvements de terrains et séisme (sismicité modérée). Il est également exposé à un risque technologique, la rupture d'un barrage, et à deux risques particuliers, les risques radon et minier,.

#### Risques naturels
Certaines parties du territoire communal sont susceptibles d’être affectées par le risque d’inondation par crue torrentielle de cours d'eau du bassin de l'Agly.
Les mouvements de terrains susceptibles de se produire sur la commune sont soit des mouvements liés au retrait-gonflement des argiles, soit des glissements de terrains, soit des chutes de blocs, soit des effondrements liés à des cavités souterraines. Une cartographie nationale de l'aléa retrait-gonflement des argiles permet de connaître les sols argileux ou marneux susceptibles vis-à-vis de ce phénomène. L'inventaire national des cavités souterraines permet par ailleurs de localiser celles situées sur la commune.

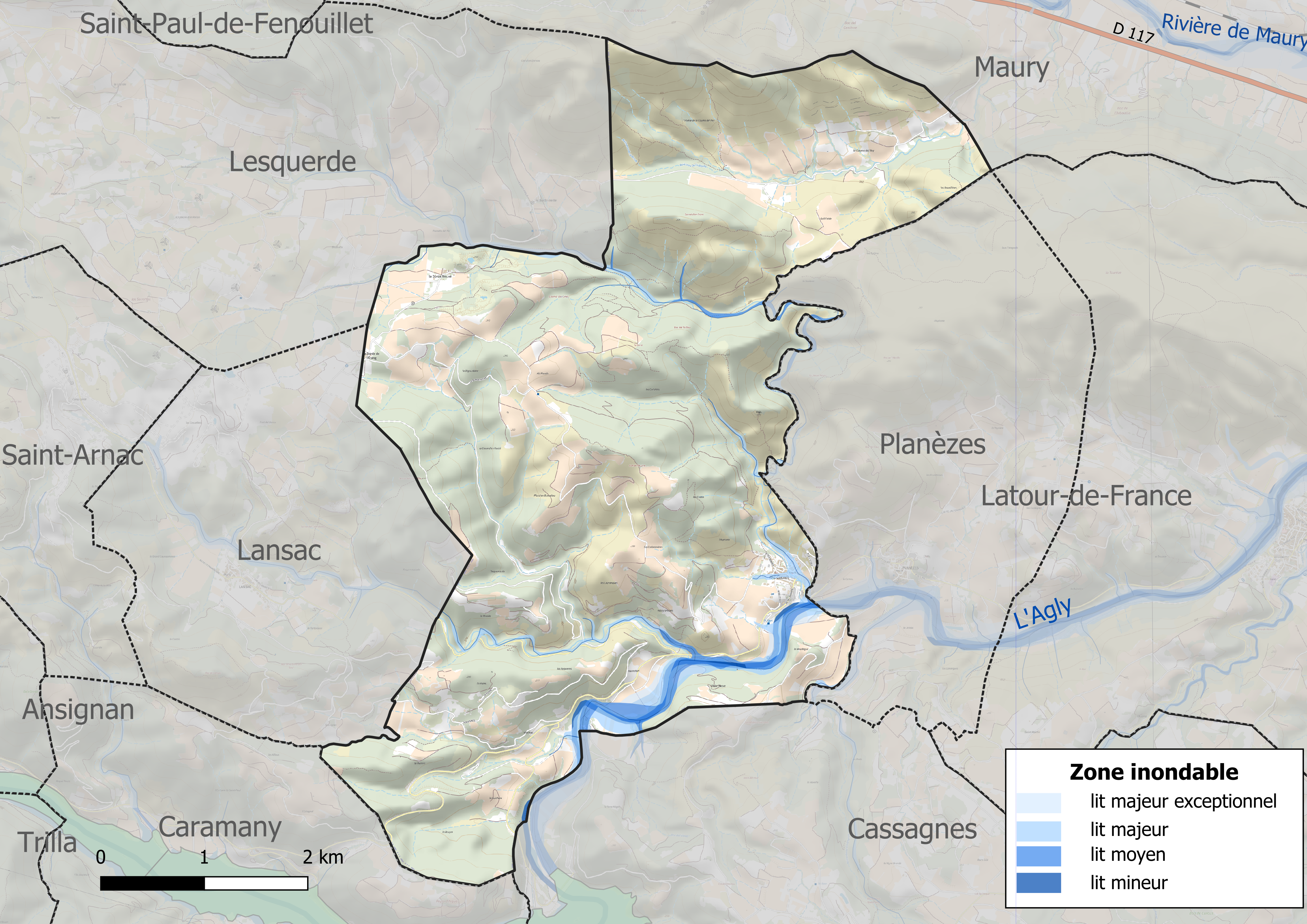
Carte des zones inondables.
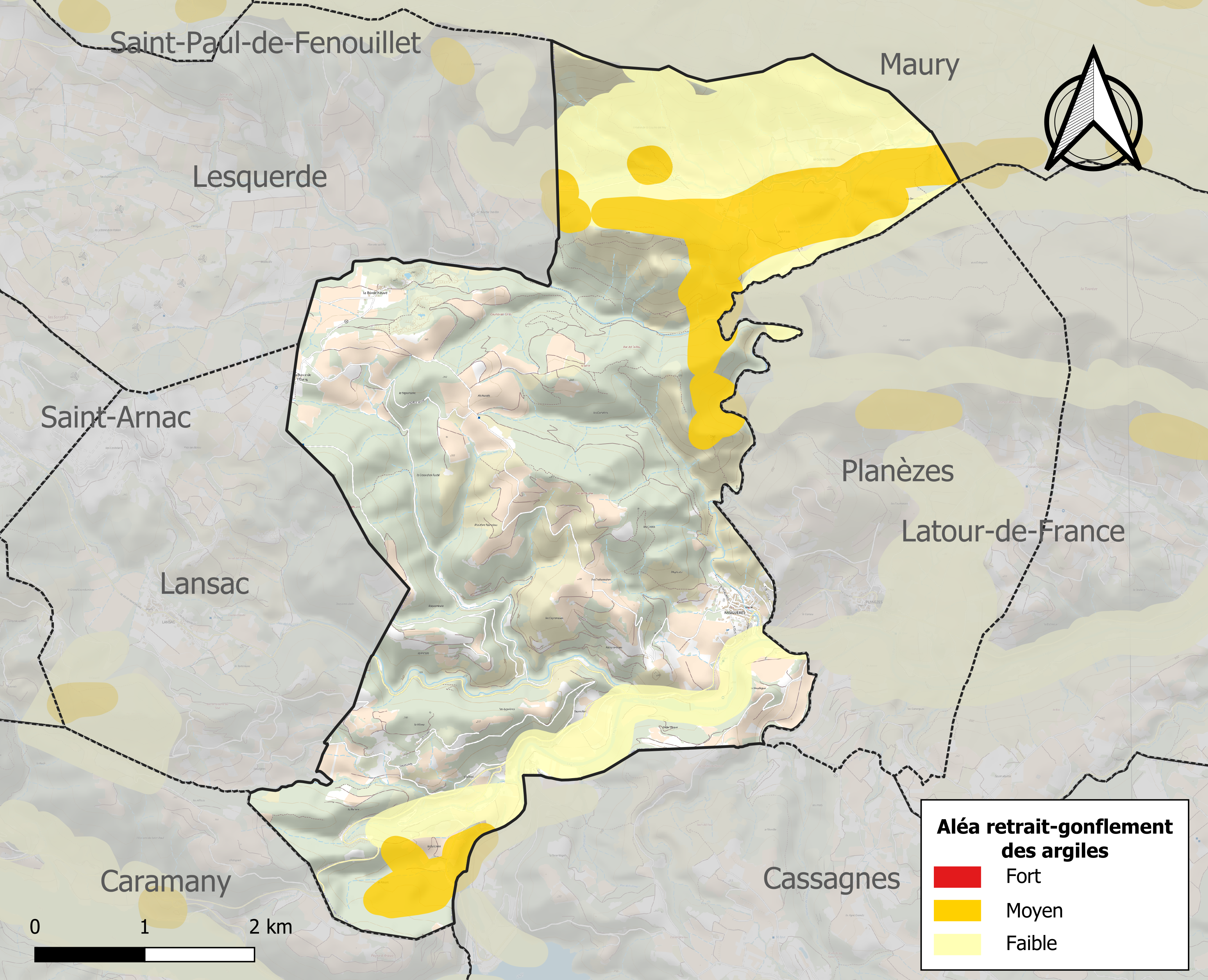
Carte des zones d'aléa retrait-gonflement des argiles.

#### Risques technologiques
Dans le département des Pyrénées-Orientales, on dénombre sept grands barrages susceptibles d’occasionner des dégâts en cas de rupture. La commune fait partie des 66 communes susceptibles d’être touchées par l’onde de submersion consécutive à la rupture d’un de ces barrages, le barrage de Caramany sur l'Agly, un ouvrage de 57 m de hauteur construit en 1994.

#### Risque particulier
La commune est concernée par le risque minier, principalement lié à l’évolution des cavités souterraines laissées à l’abandon et sans entretien après l’exploitation des mines.
Dans plusieurs parties du territoire national, le radon, accumulé dans certains logements ou autres locaux, peut constituer une source significative d’exposition de la population aux rayonnements ionisants. Toutes les communes du département sont concernées par le risque radon à un niveau plus ou moins élevé. Selon la classification de 2018, la commune de Rasiguères est classée en zone 3, à savoir zone à potentiel radon significatif.

## Toponymie
En occitan, le nom de la commune est Rasiguèras.

## Politique et administration

### Liste des maires
| Période   | Période   | Identité       | Étiquette | Qualité |
| --------- | --------- | -------------- | --------- | ------- |
|           |           |                |           |         |
| mars 2001 | mars 2014 | Roger Chebille |           |         |
| mars 2014 | En cours  | Paul Foussat   |           |         |

## Population et société

### Démographie ancienne
La population est exprimée en nombre de feux (f) ou d'habitants (H).
| 1693 | 1709 | 1720 | 1774 | 1788  | 1789 |
| ---- | ---- | ---- | ---- | ----- | ---- |
| 25 f | 46 f | 46 f | 46 f | 199 H | 24 f |

### Démographie contemporaine
L'évolution du nombre d'habitants est connue à travers les recensements de la population effectués dans la commune depuis 1793. Pour les communes de moins de 10 000 habitants, une enquête de recensement portant sur toute la population est réalisée tous les cinq ans, les populations de référence des années intermédiaires étant quant à elles estimées par interpolation ou extrapolation. Pour la commune, le premier recensement exhaustif entrant dans le cadre du nouveau dispositif a été réalisé en 2006.

En 2022, la commune comptait 166 habitants, en évolution de +8,5 % par rapport à 2016 (Pyrénées-Orientales : +3,92 %, France hors Mayotte : +2,11 %).
| 1793 | 1800 | 1806 | 1821 | 1831 | 1836 | 1841 | 1846 | 1851 |
| ---- | ---- | ---- | ---- | ---- | ---- | ---- | ---- | ---- |
| 156  | 166  | 165  | 179  | 206  | 209  | 250  | 226  | 214  |

| 1856 | 1861 | 1866 | 1872 | 1876 | 1881 | 1886 | 1891 | 1896 |
| ---- | ---- | ---- | ---- | ---- | ---- | ---- | ---- | ---- |
| 241  | 227  | 241  | 262  | 278  | 325  | 314  | 310  | 312  |

| 1901 | 1906 | 1911 | 1921 | 1926 | 1931 | 1936 | 1946 | 1954 |
| ---- | ---- | ---- | ---- | ---- | ---- | ---- | ---- | ---- |
| 309  | 278  | 318  | 305  | 353  | 266  | 276  | 233  | 216  |

| 1962 | 1968 | 1975 | 1982 | 1990 | 1999 | 2006 | 2011 | 2016 |
| ---- | ---- | ---- | ---- | ---- | ---- | ---- | ---- | ---- |
| 235  | 228  | 152  | 162  | 165  | 168  | 139  | 160  | 153  |

| 2021 | 2022 | - | - | - | - | - | - | - |
| ---- | ---- | - | - | - | - | - | - | - |
| 161  | 166  | - | - | - | - | - | - | - |

| selon la population municipale des années : | 1968 | 1975 | 1982 | 1990 | 1999 | 2006 | 2009 | 2013 |
| Rang de la commune dans le département      | 146  | 144  | 153  | 145  | 147  | 163  | 160  | 152  |
| Nombre de communes du département           | 232  | 217  | 220  | 225  | 226  | 226  | 226  | 226  |

### Manifestations culturelles et festivités
- Fête patronale : 20 janvier[43] ;
- Fête communale : 29 août[43].

## Économie

### Revenus
En 2018, la commune compte 75 ménages fiscaux, regroupant 136 personnes. La médiane du revenu disponible par unité de consommation est de 18 330 € (19 350 € dans le département).

### Emploi
|                | 2008   | 2013   | 2018   |
| -------------- | ------ | ------ | ------ |
| Commune        | 6 %    | 10,9 % | 15,3 % |
| Département    | 10,3 % | 12,9 % | 13,3 % |
| France entière | 8,3 %  | 10 %   | 10 %   |

En 2018, la population âgée de 15 à 64 ans s'élève à 84 personnes, parmi lesquelles on compte 69,4 % d'actifs (54,1 % ayant un emploi et 15,3 % de chômeurs) et 30,6 % d'inactifs,. En  2018, le taux de chômage communal (au sens du recensement) des 15-64 ans est supérieur à celui du département et de la France, alors qu'en 2008 la situation était inverse.
La commune fait partie de la couronne de l'aire d'attraction de Perpignan, du fait qu'au moins 15 % des actifs travaillent dans le pôle,. Elle compte 37 emplois en 2018, contre 43 en 2013 et 49 en 2008. Le nombre d'actifs ayant un emploi résidant dans la commune est de 45, soit un indicateur de concentration d'emploi de 80,6 % et un taux d'activité parmi les 15 ans ou plus de 45 %.
Sur ces 45 actifs de 15 ans ou plus ayant un emploi, 21 travaillent dans la commune, soit 46 % des habitants. Pour se rendre au travail, 91,3 % des habitants utilisent un véhicule personnel ou de fonction à quatre roues et 8,7 % s'y rendent en deux-roues, à vélo ou à pied.

### Activités hors agriculture

#### Secteurs d'activités
13 établissements sont implantés  à Rasiguères au 31 décembre 2019.
Le secteur de la construction est prépondérant sur la commune puisqu'il représente 23,1 % du nombre total d'établissements de la commune (3 sur les 13 entreprises implantées  à Rasiguères), contre 14,3 % au niveau départemental.

### Agriculture
La commune est dans les « Corbières du Roussillon », une petite région agricole occupant le nord du département des Pyrénées-Orientales. En 2020, l'orientation technico-économique de l'agriculture  sur la commune est la viticulture.
|               | 1988 | 2000 | 2010 | 2020 |
| ------------- | ---- | ---- | ---- | ---- |
| Exploitations | 31   | 22   | 23   | 13   |
| SAU (ha)      | 250  | 344  | 258  | 130  |

Le nombre d'exploitations agricoles en activité et ayant leur siège dans la commune est passé de 31 lors du recensement agricole de 1988  à 22 en 2000 puis à 23 en 2010 et enfin à 13 en 2020, soit une baisse de 58 % en 32 ans. Le même mouvement est observé à l'échelle du département qui a perdu pendant cette période 73 % de ses exploitations,. La surface agricole utilisée sur la commune a également diminué, passant de 250 ha en 1988 à 130 ha en 2020. Parallèlement la surface agricole utilisée moyenne par exploitation a augmenté, passant de 8 à 10 ha.

## Culture locale et patrimoine

### Monuments et lieux touristiques
On trouve à Rasiguères plusieurs constructions notables :
- Un ancien donjon du XVe siècle avec des vestiges de remparts ;
- Un vieux pont des XVIe et XVIIe siècles sur le Tournefort ;
- Les ruines du château de Trémoine, avec enceinte du XIIIe et tour des XVIe et XVIIe siècles ;
- Les ruines d'une tour des XIIe et XIIIe siècles au Castellas ;
- L'église paroissiale Saint-Jean-Baptiste des XVIIIe et XIXe siècles[48] ;
- Les vestiges d'une ancienne église près du pont de Tournefort ;
- Diverses capitelles dans les vignes.

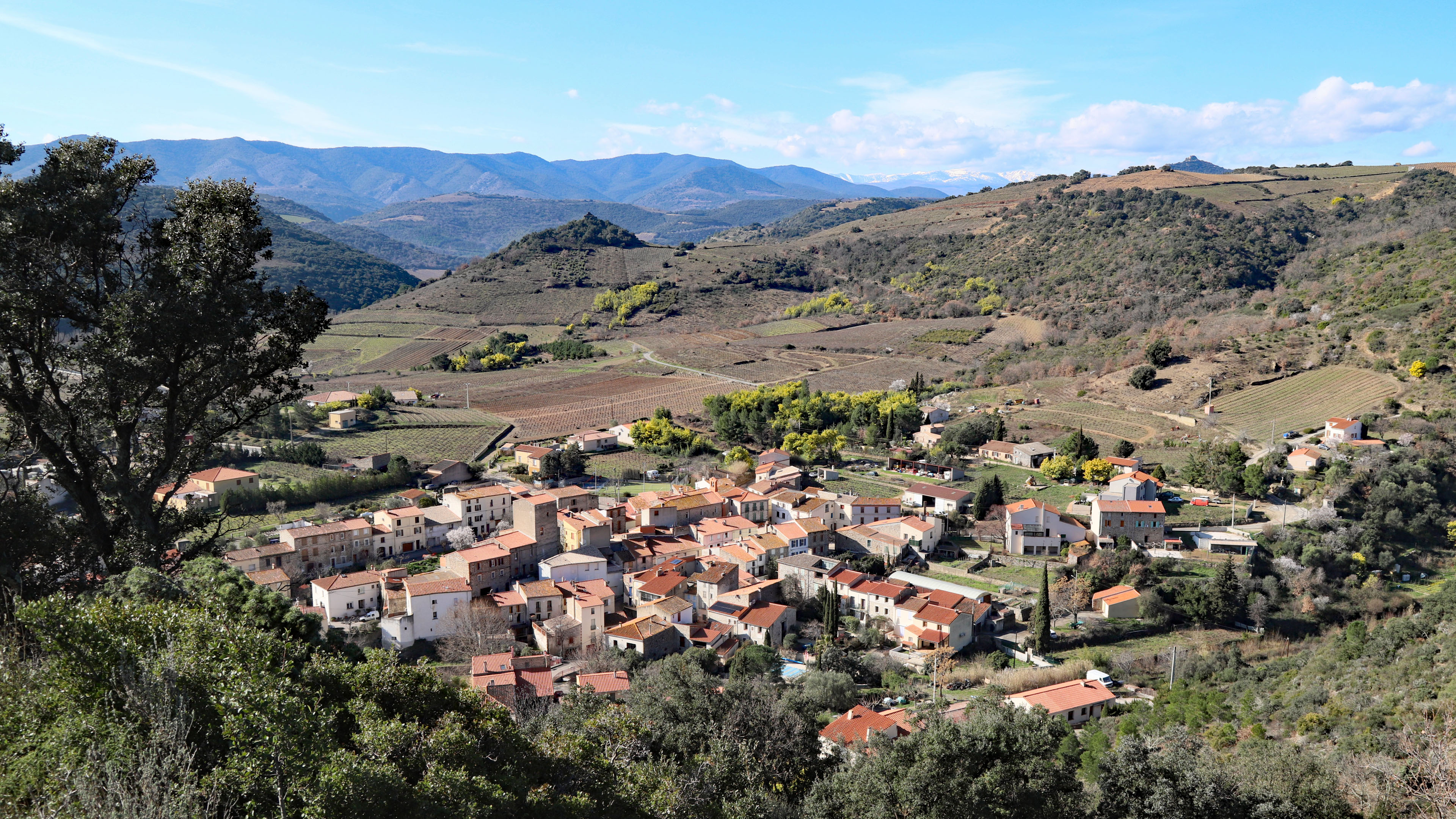
Le village de Raziguères
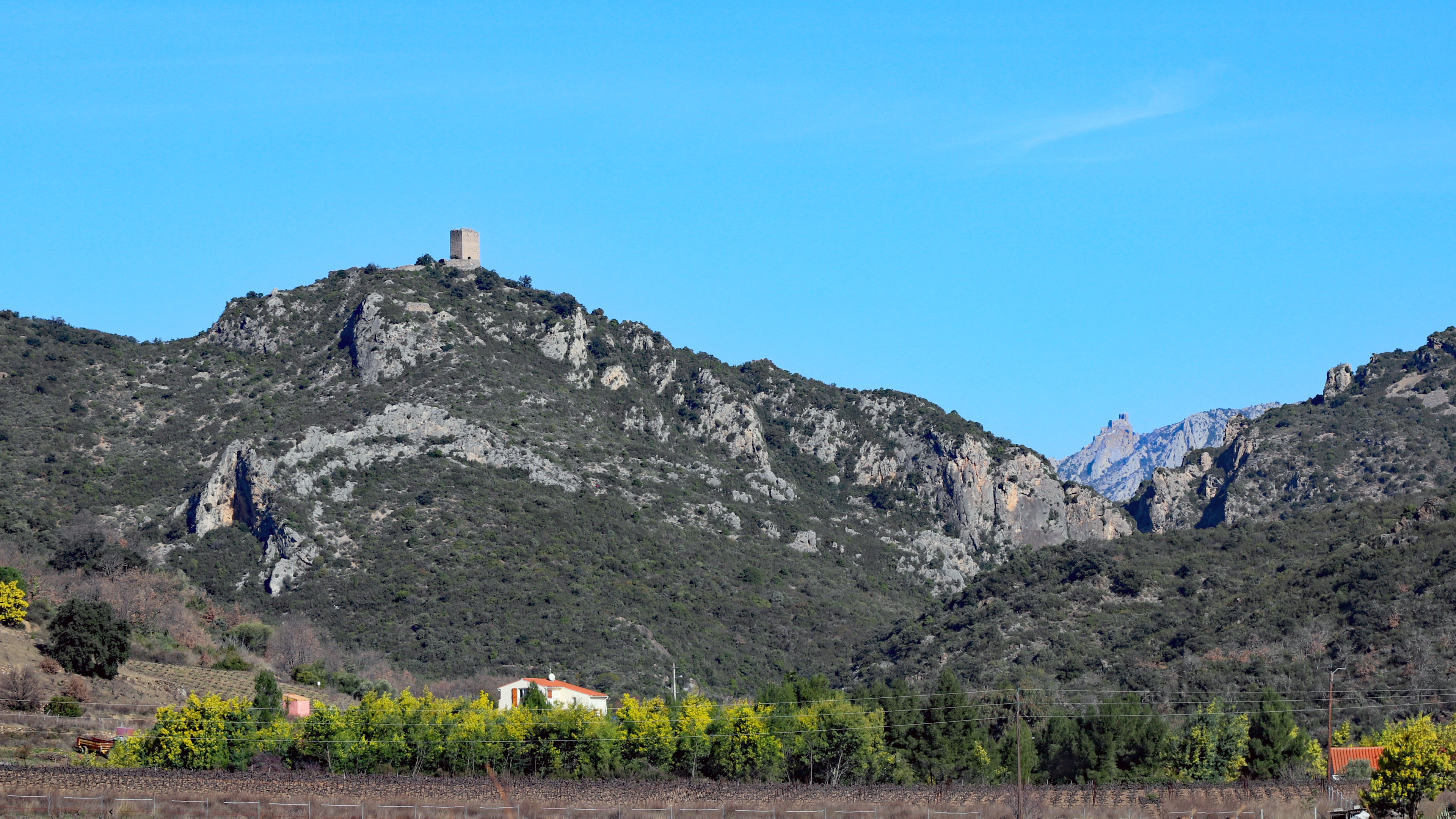
La tour de Trémoine et au loin le château de Quéribus
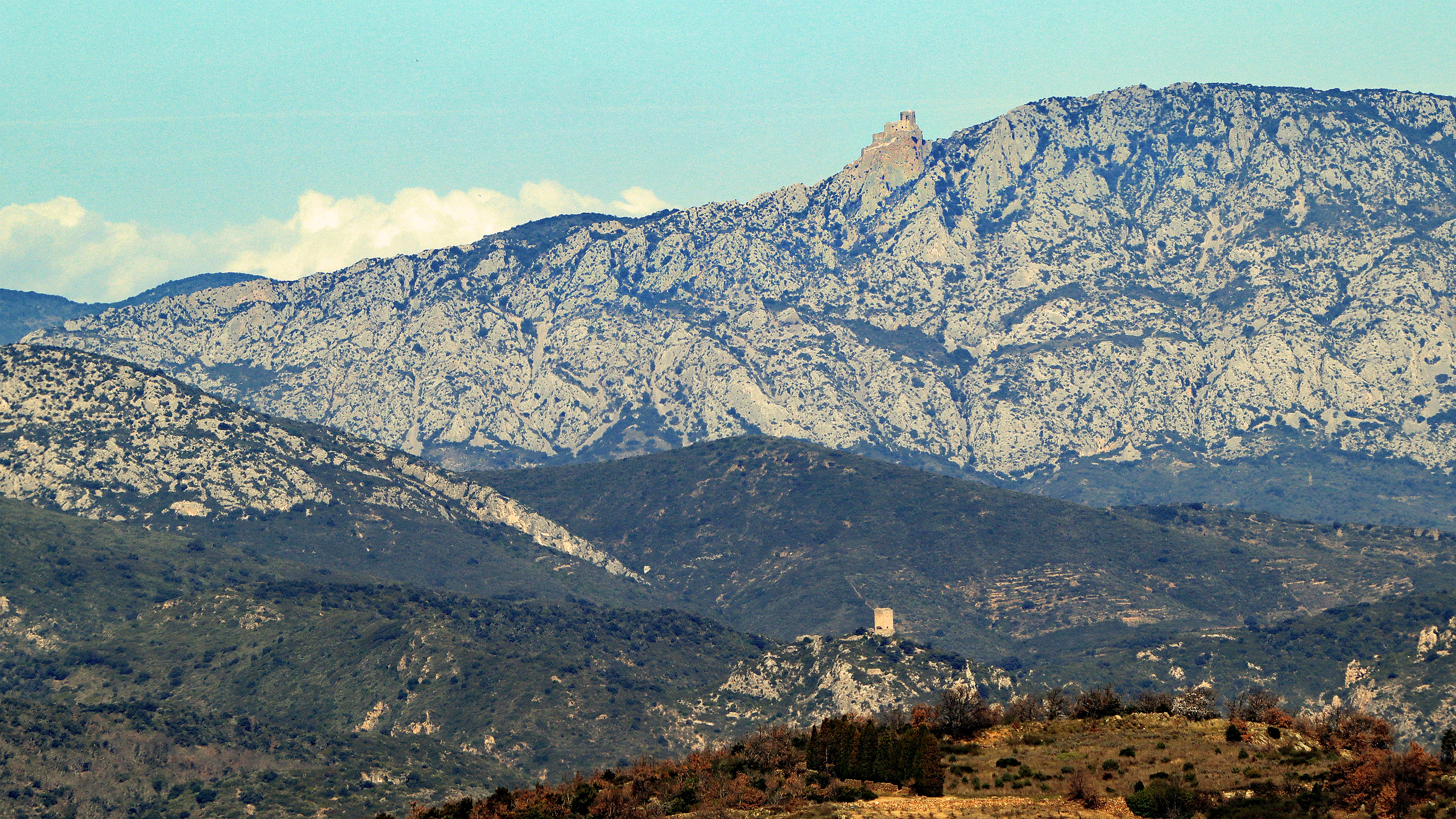
Trémoine et Quéribus
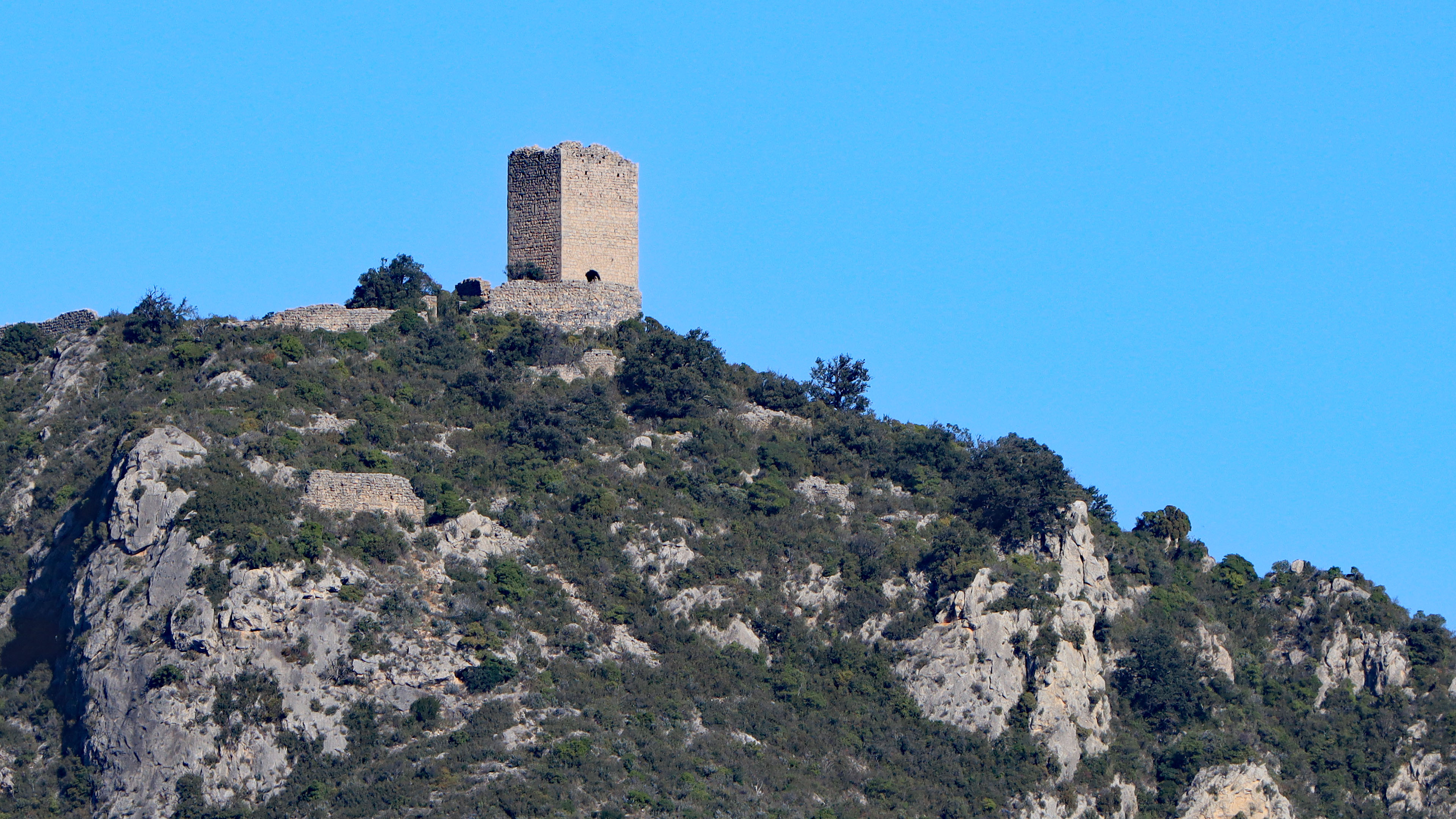
La tour et les vestiges de ses enceintes

### Personnalités liées à la commune
- Moura Lympany

### Héraldique
| Blason de Rasiguères | Blason  | De gueules à une aiguière d'argent.              |
| Blason de Rasiguères | Détails | Le statut officiel du blason reste à déterminer. |